# Szentpéterszeg-hencidai gyepek
Szentpéterszeg-hencidai gyepek este o arie protejată (arie specială de conservare — SAC, sit de importanță comunitară — SCI) din Ungaria întinsă pe o suprafață de 1.018,82 ha, integral pe uscat.

## Localizare
Centrul sitului Szentpéterszeg-hencidai gyepek este situat la coordonatele 47°16′05″N 21°39′11″E / 47.268056°N 21.653056°E.

## Înființare
Situl Szentpéterszeg-hencidai gyepek a fost declarat sit de importanță comunitară în mai 2004 pentru a proteja 1 specie de plante și 5 specii de animale. Situl a fost protejat și ca arie specială de conservare în februarie 2010.

## Biodiversitate
Situată în ecoregiunea panonică, aria protejată conține 2 habitate naturale: Pajiști stepice panonice pe loess, Stepe și mlaștini sărate panonice.
La baza desemnării sitului se află mai multe specii protejate:
- plante (1): Cirsium brachycephalum
- amfibieni (1): buhai de baltă cu burta roșie (Bombina bombina)
- mamifere (1): popândău (Spermophilus citellus)
- nevertebrate (2): Gortyna borelii lunata, fluturele purpuriu (Lycaena dispar)
- reptile (1): țestoasa de baltă (Emys orbicularis)